# Trinità (Giambattista Tiepolo)
La pala che raffigura la Trinità è un dipinto di Giambattista Tiepolo, conservato nel Duomo di Udine, nella cappella omonima.

## Storia
L'opera fu commissionata dal cardinale Daniele Dolfin, patriarca di Aquileia nel 1736.